# Municipio de O'Neals
O'Neals Township es una subdivisión territorial del condado de Johnston, Carolina del Norte, Estados Unidos. Según el censo de 2020, tiene una población de 10 562 habitantes.
Es una subdivisión exclusivamente geográfica, por cuanto el estado de Carolina del Norte no utiliza la herramienta de los townships como Gobiernos municipales.

## Geografía
La subdivisión está ubicada en las coordenadas 35°42′30″N 78°14′15″O / 35.70833, -78.23750 (35.708378, -78.237397).